# 鈴木由路
鈴木 由路（すずき ゆうじ、1981年10月17日 – ）は、日本のハンググライダー競技選手。2019年の世界選手権では、日本人では1位であり歴代2番目となる12位入賞を果たした。また、2020年の4月、ハンググライダー選手の世界ランキングであるCIVL World Ranking Systemにて、日本人では歴代1番目となる12位にランクインした。世界の競技選手と比較すると体格が小さく不利であるが、目の良さを活かした周囲の状況判断、徹底した自己分析による安定感重視のスタイルを得意としている。そのほか、VRを用いた体験イベントを開催したり、YouTubeに「空でコレやってみたシリーズ」の動画を投稿したりするなど、「空の伝道師」としてスカイスポーツの普及活動も行っている。

## 人物
東京都昭島市出身。東京農工大学工学部機械システム工学科卒業。血液型はA型。趣味はダンス、裏道探し。特技は木登り。好きなものはMr.Children、Queen、天空の城ラピュタ、踊る大捜査線など。好きな食べ物はするめ、おろしポン酢、カレー。好きな言葉は「好きこそものの上手なれ」。目標は「ハンググライダーをメジャースポーツにすること」と、「世界選手権でメダルを獲得すること」。

## 経歴

### ハンググライダーを始めたきっかけ
小学校時代、水泳を習っており、ソフトボールクラブにも入っていた。空を飛ぶ夢をよく見ていたことや、「天空の城ラピュタ」「風の谷のナウシカ」からインスピレーションを得たことなどがきっかけで、将来空を飛ぶことを決めた。中学校・高校時代、兄や友人の影響でバスケットボール部に入部。中学校時代、テレビでスカイダイビングの番組を見たことで、インストラクターになりたいと思った。高校3年生の時、多摩川の河川敷でパラグライダーの練習をしている人と出会い、話を聞くうちにパラグライダーをやりたいと思うようになった。その後、パラグライダーについて調べていた際にハンググライダーを発見。「天空の城ラピュタ」の凧や「風の谷のナウシカ」のメーヴェにより近く、自身のイメージにピッタリだと感じたことから、ハンググライダーサークルのある大学に入ろうと決意。行きたい学科や、国立であることも踏まえて選択した東京農工大学に入学し、ハンググライダーを始めた。

### 世界選手権初出場
大学1年生でライセンスを取得。その後は他大学の先輩の活躍がきっかけとなり、自身も大学2年の8月に行われた池田山カップに初出場。出場者60~70人のうち13位という好成績を収め、それ以降国内シリーズ戦に出場するようになった。２回目に出場した大会は、石川県で行われたデサントバードマンカップ獅子吼であり、ゴールしたことでより一層競技大会にのめり込むこととなった。その後、他大学の先輩がハンググライダーの鍛錬を目的とした休学をすることを受け、自身も大学2年生の終わりから1年間休学。主に国内での練習を行っていたが、最後の3か月でオーストラリアの大会に4つ出場。初参加となる海外の大会で180kmもの長距離を飛びゴールしたことで、「世界的な大会でも戦える」という感触を得た。
2006年、学生最後の年に行われたプレ世界選手権で、上位30位以内である29位に入ったことにより、世界選手権の出場権を獲得。
2007年、社会人1年目の年にアメリカで行われた世界選手権に初出場したが、82位という不本意な結果となった。ハンググライディング日本選手権で6位、X’mas Cupで1位。

### 世界選手権でのメダル獲得を目指して
2008年、ハンググライディング日本選手権で9位、紀の川スカイグランプリで4位、板敷スプリングフライトで2位。
2009年、East Japan Championship(EJC)で4位、X’mas Cupで3位。
2010年、ハンググライディング日本選手権で3位、西富士ジャパンクラシックで4位、南陽スカイフェスティバルで2位。
2011年、普及活動も行うために４年間働いた一般企業を退職。世界選手権で27位、ハンググライディング日本選手権で4位、紀の川スカイグランプリで6位、池田山カップで6位。
2012年、マイナースポーツのアスリート向けオーディション「マルハンワールドチャレンジャーズ」で準優勝したことで資金面の懸念が減り、世界選手権に向けて準備を進めた。紀の川スカイグランプリで3位、板敷スプリングフライトで5位、池田山カップで4位。
2013年、オーストラリアのフォーブス（英: Forbes）で行われた世界選手権に出場。11日間の開催期間のうち、6日目時点では11位まで成績を上げ、後半は腕の筋肉疲労も原因となり調子を落とすも、最終的に総合32位(日本人1位)となり自身では過去最高の成績を収めた。紀の川スカイグランプリで2位。
2014年、ハンググライディング日本選手権で9位。
2015年、メキシコのバジェデブラボで行われた世界選手権に出場。上昇気流の強い場所と弱い場所が混在している難しいエリアに苦戦を強いられたが、総合49位(日本人2位)となった。9月27日~10月4日、インドネシアで行われたTelomoyo Cup2015では世界選手権の難しい状況で粘った経験を活かし、1位となった。紀の川スカイグランプリで2位、板敷スプリングフライトで3位、池田山カップで8位。
2016年、国内シリーズ初戦で2位、国内シリーズ第2戦で2位。
2017年、国内シリーズ第2戦で2位、国内シリーズ第6戦で1位。
2018年、ハンググライディング日本選手権で4位、国内シリーズ第2戦で1位。
2019年、世界選手権で12位(日本人1位/歴代2番目)。
2020年、4月にハンググライダー選手の世界ランキングであるCIVL World Ranking Systemにて、日本人では歴代1番目となる12位にランクインした。国内シリーズ初戦で3位。
2024年6月25日、第1子男児が誕生した。

## 主な戦績

### 2007年~2010年

#### 2007年
- 世界選手権 82位
- ハンググライディング日本選手権 6位
- X’mas Cup 1位

#### 2008年
- ハンググライディング日本選手権 9位

- 紀の川スカイグランプリ 4位
- 板敷スプリングフライト 2位

#### 2009年
- East Japan Championship(EJC) 4位
- X’mas Cup 3位

#### 2010年
- ハンググライディング日本選手権 3位
- 西富士ジャパンクラシック 4位
- 南陽スカイフェスティバル 2位

### 2011年~2015年

#### 2011年(国内ランキング8位)
- 世界選手権 27位
- ハンググライディング日本選手権 4位
- 紀の川スカイグランプリ 6位
- 池田山カップ 6位

#### 2012年(国内ランキング5位)
- 紀の川スカイグランプリ 3位
- 板敷スプリングフライト 5位
- 池田山カップ 4位

#### 2013年
- 世界選手権 32位(日本人1位)
- 紀の川スカイグランプリ 2位

#### 2014年
- ハンググライディング日本選手権 9位

#### 2015年
- 世界選手権 49位(日本人2位)
- Telomoyo Cup 1位
- 紀の川スカイグランプリ 2位
- 板敷スプリングフライト 3位
- 池田山カップ 8位

### 2016年~

#### 2016年
- 国内シリーズ初戦 2位

- 国内シリーズ第2戦 2位

#### 2017年
- 国内シリーズ第2戦 2位

- 国内シリーズ第6戦 1位

#### 2018年
- ハンググライディング日本選手権 4位
- 国内シリーズ第2戦 1位

#### 2019年
- 世界選手権 12位(日本人1位/歴代2番目)

#### 2020年(世界ランキング12位/歴代1番目)
- 国内シリーズ初戦 3位

## 関連活動

### 主なメディア出演実績
- 東京国際映画祭入選映画「走れ、絶望に追い付かれない速さで」(出演・スタント)
- テレビ東京「みらいのつくりかた」
- フジテレビ「いいね！動画シアター」[10]
- TOKYO FM「ON THE PLANET」
- 夕刊フジ「趣味資格事始め」
- 東京新聞「知られざる世界ランカー」
- 二宮清純責任編集SPORTS COMMUNICATIONS「マイナースポーツのヒーローたち」
- NHK総合「NHK杯 輝け！！全日本大失敗選手権大会」[11]